# پیک تیندال
پیک تیندال (به لاتین: Pic Tyndall) یک کوه در سوئیس است که در کانتون وله واقع شده‌است. پیک تیندال ۴٬۲۴۱ متر بالاتر از سطح دریا واقع شده‌است.